# Embelia whitfordii
Embelia whitfordii är en viveväxtart som beskrevs av Elmer Drew Merrill. Embelia whitfordii ingår i släktet Embelia och familjen viveväxter. Inga underarter finns listade i Catalogue of Life.